# Holwinde
Holwinde (Gronings:Holwien) is een gehucht in de gemeente Het Hogeland in de provincie Groningen. Het ligt ten zuiden van Uithuizen, net onder Oldorp aan de weg naar Helwerd en Rottum. De buurtschap valt gedeeltelijk onder Rottum (Hogeweg) en gedeeltelijk onder Uithuizen (Holwindsterweg). In 1840 bestond Holwinde uit 6 huizen en telde het gehucht 28 inwoners.

## Etymologie
De naam Holwinde zou afkomstig zijn van 'hol' dat 'laaggelegen' of 'moerassig' betekent en 'winde', hetgeen duidt op een wending; 'wat een gebogen vorm heeft'. Dit zou dan duiden op een bocht in het nabijgelegen Holwindermaar, later Helwerdermaar en Meedstermaar. Dit maar scheidt ook de boerderijen Holwinde en Langenhuis.

## Borg
De naam van de streek ging over op de plaatselijke Sybrandaheerd. Deze heerd groeide uit tot een borg met dezelfde naam. Het borgterrein is deels nog te herkennen, de oude gracht is nog grotendeels aanwezig. In de 17e eeuw bevond zich hier tevens een katholiek schuilkerkje met een statie van de Jezuïeten, die nog in 1701 wordt vermeld.

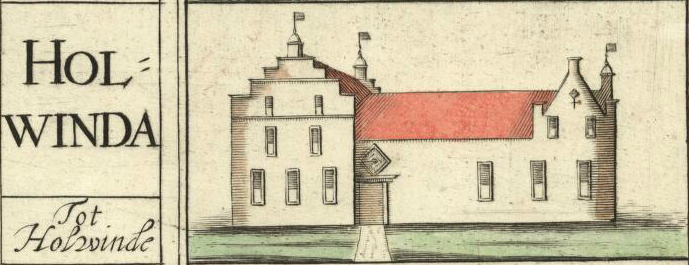
De borg op de kaart van Willem en Frederik Coenders van Helpen (1678)

Hoofdplaats: Uithuizen

Dorpen: Adorp · Den Andel · Baflo · Bedum · Eenrum · Eppenhuizen · Hornhuizen · Houwerzijl · Kantens · Kloosterburen · 't Lage van de Weg · Lauwersoog · Leens · Leenstertillen · Lutjewolde · Mensingeweer · Molenrij · Niekerk · Noordwolde · Oldenzijl · Onderdendam · Onderwierum · Oosteinde · Oosternieland · Pieterburen · Rasquert · Rodewolt · Roodeschool · Rottum · Saaxumhuizen · Sauwerd · Startenhuizen (deels) · Stitswerd · Tinallinge · Uithuizermeeden · Ulrum · Usquert · Vliedorp · Vierhuizen · Warffum · Warfhuizen · Wehe-den Hoorn · Westerdijkshorn · Westernieland · Wetsinge · Winsum · Zandeweer · Zoutkamp · Zuidwolde · Zuurdijk

Buurtschappen, gehuchten, wierden en buurten: 1e Nijhoezen · 2e Nijhoezen · 't Aagt · Abbeweer · Alinghuizen · Arwerd · Barnegaten · Bellingeweer · Bethlehem · Beusum · Bokum · Breede · Broek · Het Bultje · De Dingen · De Raken · De Vennen · Den Haver · Deikum · Doodstil · Douwen · Duisterwinkel · Eelswerd · Eemshaven · Elens · Ellerhuizen · Ernstheem · Ewer · Grijssloot · Groot Maarslag · Groot Wetsinge · De Haar · Hammeland · Den Hander · Harssens · Hefswal · Hekkum · Helwerd · Heuvelderij · Hiddingezijl · Holwinde · De Hoogte · De Horn · De Houw · 't Houweel · De Hucht · Kaakhorn · Katershorn · Kattenburg · Klei · Kleine Huisjes · Klein Garnwerd · Klein Maarslag · Klein Wetsinge · Kolham · Koningslaagte · Koningsoord · De Knijp · Kruisweg · Lutje Marne · Lutke Saaxum · Maarhuizen · (Marnehuizen) · Menkeweer · Menneweer · Midhalm · Midhuizen · Nijenklooster · Noordpolder · Noordpolderzijl · Obergum · Oldenzijl · Oldorp · Oosterhorn · Oosterhuizen (Eenrum) · Oosterhuizen (Zuidwolde) · Oudedijk · Oudeschip · Paapstil · Panser · Plattenburg · Polen · Ranum · Reidland · Roodehaan · Schapehals · Schaphalsterzijl · Schilligeham · Schouwen · Schouwerzijl · Sint Annerhuisjes · 't Stort · De Streek · Takkebos · Ter Laan · Tijum · Valcum · Valom · Wadwerd · Walsweer · Westerhorn (De Marne) · Westerhorn (Hogeland) · Westerklooster · Westpolder · Wierhuizen · Wierum · 't Wildeveld · Willemsstreek · Zevenhuizen